# Hallenskog Station
Hallenskog Station (Hallenskog stasjon eller Hallenskog holdeplass) er en tidligere jernbanestation, der ligger i Asker kommune på Spikkestadlinjen i Norge. Stationen blev åbnet som trinbræt 19. februar 1933. Efter åbningen af Lieråsen tunnel på Drammenbanen mellem Asker og Lier blev den en del Spikkestadlinjen.
Stationen blev lukket 9. december 2012 i forbindelse med indførelsen af ny køreplan for togtrafikken i Østlandsområdet. På grund af lokale protester blev den dog genoprettet i september 2013 men blev lukket igen ved køreplansskiftet 13. december 2015. I stedet er der indsat bus til Heggedal Station i myldretiden. Der arbejdes imidlertid med at forbedre kapaciteten på Spikkestadlinjen, og det overvejes om stationen skal genåbnes, når arbejdet efter planen er færdigt i 2017.